# Greenup (Kentucky)
Greenup es una ciudad ubicada en el condado de Greenup en el estado estadounidense de Kentucky. En el Censo de 2010 tenía una población de 1188 habitantes y una densidad poblacional de 373,53 personas por km².

## Geografía
Greenup se encuentra ubicada en las coordenadas 38°34′23″N 82°49′44″O / 38.57306, -82.82889. Según la Oficina del Censo de los Estados Unidos, Greenup tiene una superficie total de 3.18 km², de la cual 2.03 km² corresponden a tierra firme y (36.07%) 1.15 km² es agua.

## Demografía
Según el censo de 2010, había 1188 personas residiendo en Greenup. La densidad de población era de 373,53 hab./km². De los 1188 habitantes, Greenup estaba compuesto por el 90.57% blancos, el 7.58% eran afroamericanos, el 0% eran amerindios, el 0.34% eran asiáticos, el 0% eran isleños del Pacífico, el 0.25% eran de otras razas y el 1.26% pertenecían a dos o más razas. Del total de la población el 0.59% eran hispanos o latinos de cualquier raza.